# Herald Sun Tour
Herald Sun Tour var ett australiskt etapplopp i landsvägscykling som avhölls i delstaten Victoria och dess huvudstad Melbourne från 1952 till 2020. Loppet hette ursprungligen Sun Tour efter tidningen The Sun News-Pictorial, men bytte namn då denna slogs samman med The Herald till The Herald Sun 1990.

## Podieplaceringar
| År   | Vinnare           | Tvåa           | Trea             |
| 1952 | Keith Rowley      | Max Rowley     | Jack Hoobin      |
| 1953 | Basil Halsall     | Hec Sutherland | Reginald Arnold  |
| 1954 | Hec Sutherland    | Cesare Pivato  | Eddie Smith      |
| 1955 | Allan Geddes      | Eddie Smith    | Hec Sutherland   |
| 1956 | George Goodwin    | Peter Panton   | Peter Anthony    |
| 1957 | Russell Mockridge | George Goodwin | Jack McDonough   |
| 1958 | John Young        | Peter Panton   | Ron Murray       |
| 1959 | Peter Panton      | Vin Beasley    | Bill Knevitt     |
| 1960 | Peter Panton      | John Young     | Bill Knevitt     |
| 1961 | John Young        | Jack McDonough | Vic Roberts      |
| 1962 | Bill Knevitt      | Klaus Stiefler | Peter Panton     |
| 1963 | Bill Lawrie       | Peter Panton   | Bill Knevitt     |
| 1964 | Barry Waddell     | John Young     | Robert Panter    |
| 1965 | Barry Waddell     | Graham Rowley  | Ian Grindlay     |
| 1966 | Barry Waddell     | Graeme Gilmore | Glen Bermingham  |
| 1967 | Barry Waddell     | Bob Whetters   | Robert Panter    |
| 1968 | Barry Waddell     | Ian Stringer   | Keith Oliver     |
| 1969 | Keith Oliver      | Graham McVilly | Ken Evans        |
| 1970 | Trevor Williamson | Graham McVilly | Ken Evans        |
| 1971 | Graham McVilly    | Ken Evans      | Frank Atkins     |
| 1972 | Ken Evans         | Vic Adams      | Kerry Gawley     |
| 1973 | Graham McVilly    | Ken Evans      | Frank Atkins     |
| 1974 | Graham McVilly    | Ken Evans      | John Knight      |
| 1975 | John Trevorrow    | Donald Allan   | Don Wilson       |
| 1976 | Peter Besanko     | Wayne Roberts  | Tony McCaig      |
| 1977 | John Trevorrow    | Terry Stacey   | Terry Hammond    |
| 1978 | Terry Hammond     | Clyde Sefton   | Ken Evans        |
| 1979 | John Trevorrow    | Terry Hammond  | Peter Besanko    |
| 1980 | David Allan       | Terry Stacey   | Tony McCaig      |
| 1981 | Clyde Sefton      | Peter Besanko  | Murray Hall      |
| 1982 | Terry Hammond     | Clyde Sefton   | Tony McCaig      |
| 1983 | Shane Sutton      | Terry Hammond  | Eric Vandeperre  |
| 1984 | Gary Sutton       | Peter Besanko  | Gery Verlinden   |
| 1985 | Malcolm Elliott   | Jan Bogaert    | William Tackaert |

| År   | Vinnare            | Tvåa               | Trea                 |
| 1986 | Neil Stephens      | Allan Peiper       | Malcolm Elliott      |
| 1987 | Stefano Tomasini   | Neil Stephens      | Gary Trowell         |
| 1988 | Adrie van der Poel | Neil Stephens      | Stefano Tomasini     |
| 1989 | Marcel Arntz       | Stephen Hodge      | Udo Bölts            |
| 1990 | Udo Bölts          | Jonny Clay         | Neil Stephens        |
| 1991 | Michael Engleman   | John Talen         | Udo Bölts            |
| 1992 | Bart Bowen         | Dick Dekker        | Roland Le Clerc      |
| 1993 | David Mann         | Brian Walton       | Udo Bölts            |
| 1994 | Christian Henn     | Daniele Nardello   | Marcel Wüst          |
| 1995 | Andy Bishop        | Scott Mercier      | Henk Vogels          |
| 1996 | Scott Moninger     | Stephen Hodge      | Henk Vogels          |
| 1997 | Norman Alvis       | Trent Klasna       | Scott McGrory        |
| 1998 | Alessandro Pozzi   | Tristan Priem      | Jaroslav Bílek       |
| 1999 | Michael Blaudzun   | Tomáš Konečný      | Jan Hruška           |
| 2000 | Eugen Wacker       | Scott Moninger     | Andy De Smet         |
| 2001 | Peter Wrolich      | Zbigniew Piątek    | Remigius Lupeikis    |
| 2002 | Baden Cooke        | Allan Iacuone      | Jonas Ljungblad      |
| 2003 | Timothy Johnson    | Luke Roberts       | Scott Guyton         |
| 2004 | Jonas Ljungblad    | David McKenzie     | Ben Brooks           |
| 2005 | Simon Gerrans      | Dominique Perras   | David McCann         |
| 2006 | Simon Gerrans      | Chris Jongewaard   | David McCann         |
| 2007 | Matthew Wilson     | Steve Morabito     | Trent Lowe           |
| 2008 | Stuart O'Grady     | Lars Bak           | Benjamin Day         |
| 2009 | Bradley Wiggins    | Christopher Sutton | Jonathan Cantwell    |
| 2010 | ej avhållet        |                    |                      |
| 2011 | Nathan Haas        | Jack Bobridge      | Jonas Aaen Jørgensen |
| 2012 | ej avhållet        |                    |                      |
| 2013 | Calvin Watson      | Aaron Donnelly     | Josh Atskins         |
| 2014 | Simon Clarke       | Cameron Wurf       | Jack Haig            |
| 2015 | Cameron Meyer      | Patrick Bevin      | Joseph Cooper        |
| 2016 | Chris Froome       | Peter Kennaugh     | Damien Howson        |
| 2017 | Damien Howson      | Jai Hindley        | Kenny Elissonde      |
| 2018 | Esteban Chaves     | Cameron Meyer      | Damien Howson        |
| 2019 | Dylan van Baarle   | Nick Schultz       | Michael Woods        |
| 2020 | Jai Hindley        | Sebastian Berwick  | Damien Howson        |